# Rassemblement valdôtain
Le Rassemblement valdôtain (RV) était un parti politique italien né d'une scission conservatrice de l'Union valdôtaine, et actif en Vallée d'Aoste.

## Histoire
Aux élections régionales de 1963, des membres conservateurs de l'Union valdôtaine formèrent le Rassemblement indépendant valdôtain (RIV) qui obtint 3.3 % des voix. En 1967, le RIV fusionna avec d'autres groupes conservateurs pour former le RV. C'est sous ce nouveau nom que ce parti fit 5.4 % des voix et obtint 2 sièges aux élections régionales de 1968, puis 1.6 % et 1 siège à celles de 1973. Pendant toute sa durée de vie, le RIV/RV était un allié minoritaire de la Démocratie Chrétienne régionale au Conseil de la Vallée.

## Sources
- (ca) Cet article est partiellement ou en totalité issu de l’article de Wikipédia en catalan intitulé « Reagrupament Valdostà » (voir la liste des auteurs).